# Okres Leoben
Okres Leoben je okres v rakouské spolkové zemi Štýrsko. Má rozlohu 908 km² a žije tam 60 941 obyvatel (2015). Sídlem okresu je město Leoben. Sousedí s okresy Liezen, Bruck-Mürzzuschlag, Štýrský Hradec-okolí a Murtal. Okres se dále člení na 16 obcí.

## Města a obce

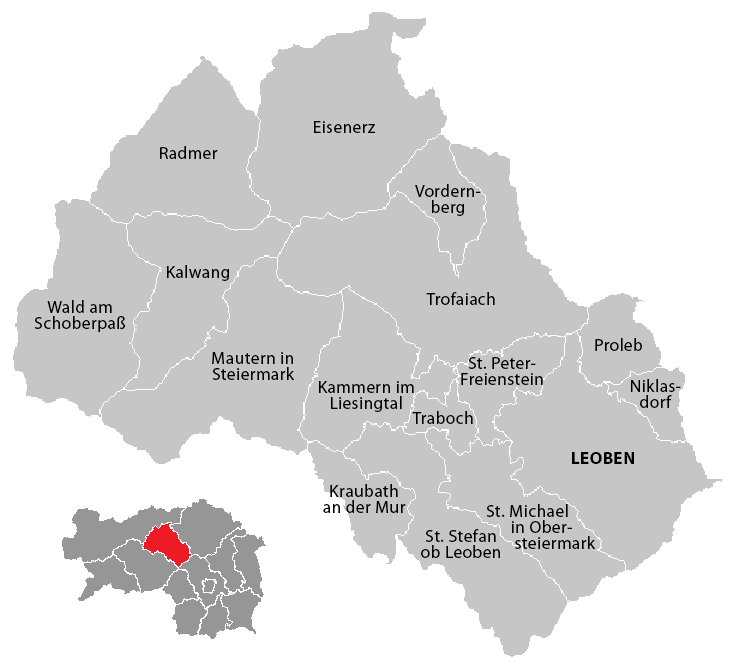
Obce v okrese Leoben

| Města: - Eisenerz - Leoben - Trofaiach Městysy: - Kalwang - Kraubath - Mautern - Niklasdorf - Sankt Michael in Obersteiermark - Sankt Peter-Freienstein - Vordernberg | Obce: - Kammern im Liesingtal - Proleb - Radmer - Sankt Stefan ob Leobe - Traboch - Wald am Schoberpaß |